# جورج جاكسون (لاعب كرة قدم)
جورج جاكسون (بالإنجليزية: George Jackson)‏ (1 يناير 1952 بمانشستر في المملكة المتحدة - ) هو لاعب كرة قدم بريطاني في مركز الوسط. لعب مع ستوك سيتي.

## وصلات خارجية
- جورج جاكسون على موقع قاعدة بيانات كرة القدم.إي يو (الإنجليزية)